# SRH Fachkrankenhaus Neresheim
Das SRH Fachkrankenhaus Neresheim ist ein neurologisch-neurochirurgisches Fachkrankenhaus in Neresheim (Baden-Württemberg). Es gehört zur SRH Gesundheit GmbH, die zur SRH Holding gehört.

## Aufgaben
Das Fachkrankenhaus ist auf die Behandlung von schwersten Schädel-Hirn-Verletzungen und Hirnschädigungen spezialisiert. Es verfügt über 50 Betten, davon 12 Intensivpflegebetten mit der Möglichkeit zur Dauerbeatmung. Mittels einer Kombination von Intensivmedizin und neurologischer Frührehabilitation können frühzeitig frührehabilitative Therapieansätze angewandt werden. Ein Operationssaal ermöglicht die Durchführung neurochirurgischer Operationen ohne zusätzliche Belastung für den Patienten durch eine Verlegung in ein anderes Krankenhaus. Das Fachkrankenhaus Neresheim verfügt über einen Lokomat, der mit Hilfe eines computergestützten Gangtrainings die Patienten dabei unterstützt, die eingeschränkte Bewegungsmotorik wieder aufzubauen.
Das SRH Fachkrankenhaus Neresheim ist gemäß § 17b KHG eine „besondere Einrichtung“ und nach ISO 9001 zertifiziert.

### Intensivmedizin und neurologische Frührehabilitation
Das Behandlungsspektrum umfasst:
- Schädel-Hirn-Trauma
- Subarachnoidalblutung (Hirnblutung)
- Schlaganfall (ischämisch oder Blutung)
- Hypoxische Hirnschädigung (durch Sauerstoffmangel im Gehirn nach Kreislaufstillstand mit Reanimation)
- Meningitis (Hirnhautentzündung)
- Enzephalitis (Hirnentzündung)
- Folgen von Hirntumor-Operationen
- Polyneuropathie und Myopathie (z. B. Guillain-Barré-Syndrom)
- Critical-Illness-Polyneuropathie (Nervenschädigung nach langer Intensivtherapie)

Die neurochirurgische Versorgung der Patienten erfolgt in Kooperation mit dem Bezirkskrankenhaus Günzburg.

### Pflege und Therapie
Der Therapiebereich umfasst die Gebiete: Neuropsychologie, Physiotherapie, Ergotherapie, Musiktherapie und Logopädie.
Die Patienten werden fachübergreifend mit folgenden Konzepten behandelt und gepflegt:
- Affolter
- Bobath-Konzept
- Fazio-Orale-Trakt-Therapie (F.O.T.T.) nach Kay Coombes
- Lagerung in Neutralstellung (LiN)
- Manuelle Therapie
- Lokomotionstherapie
- Basale Stimulation in der Pflege

### Sozialberatung
Die Mitarbeiter des Kliniksozialdienstes beraten zu Fragen der nachstationären Patientenbetreuung, wie Rehabilitation, häusliche Hilfe, zu Pflegeproblemen, zum Aufenthalt in Pflegeheimen, Kurzzeitpflege oder Hospiz und zu Selbsthilfegruppen.

## Geschichte
Im Jahr 1858 wurde die Einrichtung als Krankenhaus Neresheim gebaut. Die Bettenanzahl wuchs von 20 im Gründungsjahr auf 68 im Jahr 1958. 1983 schrumpfte die Kapazität auf 24 Betten und am 28. Februar 1993 stellte der Ostalbkreis den Betrieb des Krankenhauses ein. Die SRH kaufte die Gebäude und investierte 11,7 Mio. DM in den Ausbau zum Fachkrankenhaus. 9 Mio. DM stellte das Land Baden-Württemberg zur Verfügung.
Nach der Gründung der Rehabilitationsklinik Neresheim gGmbH am 1. März 1993 (Gesellschafterin: SRH Kliniken AG mit Sitz in Heidelberg) begann im Januar 1995 der Krankenhausbetrieb mit 30 Betten und die Aufnahme der ersten Patienten. Im Jahr 1999 wurde ein moderner neurochirurgischer OP eingebaut, 2007 investierte die SRH zwei Millionen Euro in den Ausbau einer Intensivpflegestation, die am 15. Mai 2007 mit 12 weiteren Betten eröffnete. Im Frühjahr 2013 genehmigte das Sozialministerium sechs zusätzliche Betten für die Frührehabilitation.